# Broumov (Tachovi járás)
Broumov település Csehországban, Tachovi járásban. Broumov Tři Sekery, Chodský Újezd, Zadní Chodov és Mähring településekkel határos. Lakosainak száma 136 fő (2024. január 1.).

## Népesség
A település lakosságának változását az alábbi diagram mutatja:
| Lakosok száma | 756  | 748  | 737  | 185  | 125  | 125  | 137  | 142  | 133  | 136  |
|               | 1869 | 1890 | 1921 | 1950 | 1980 | 2001 | 2017 | 2019 | 2022 | 2024 |